# سكوت فروست (كاتب سيناريو)
سكوت فروست (بالإنجليزية: Scott Frost)‏ (و. القرن 20  م) هو كاتب سيناريو، وروائي أمريكي.

## وصلات خارجية
- سكوت فروست على موقع IMDb (الإنجليزية)
- سكوت فروست على موقع قاعدة بيانات الفيلم (الإنجليزية)

- سكوت فروست في قاعدة بيانات الأفلام على الإنترنت